# Comuna Poiana Cristei, Vrancea
Poiana Cristei (în trecut, Odobasca) este o comună în județul Vrancea, Muntenia, România, formată din satele Dealu Cucului, Dumbrava, Mahriu, Odobasca, Petreanu, Podu Lacului, Poiana Cristei (reședința) și Târâtu.

## Așezare
Comuna se află în partea central-sudică a județului, pe malul stâng al râului Râmna. Este deservită de drumuri comunale care o leagă spre sud de Gura Caliței.

## Demografie
Componența etnică a comunei Poiana Cristei
     Români (96,14%)
     Alte etnii (0,11%)
     Necunoscută (3,74%)
Componența confesională a comunei Poiana Cristei
     Ortodocși (96,07%)
     Alte religii (0%)
     Necunoscută (3,93%)
Conform recensământului efectuat în 2021, populația comunei Poiana Cristei se ridică la 2.618 locuitori, în scădere față de recensământul anterior din 2011, când fuseseră înregistrați 2.650 de locuitori. Majoritatea locuitorilor sunt români (96,14%), iar pentru 3,74% nu se cunoaște apartenența etnică. Din punct de vedere confesional, majoritatea locuitorilor sunt ortodocși (96,07%), iar pentru 3,93% nu se cunoaște apartenența confesională.

## Politică și administrație
Comuna Poiana Cristei este administrată de un primar și un consiliu local compus din 11 consilieri. Primarul, Petruș Vlad[*], de la Partidul Social Democrat, este în funcție din 2008. Începând cu alegerile locale din 2024, consiliul local are următoarea componență pe partide politice:
|  | Partid                          | Consilieri | Componența Consiliului | Componența Consiliului | Componența Consiliului | Componența Consiliului | Componența Consiliului |
|  | ------------------------------- | ---------- | ---------------------- | ---------------------- | ---------------------- | ---------------------- | ---------------------- |
|  | Partidul Social Democrat        | 5          |                        |                        |                        |                        |                        |
|  | Alianța Dreapta Unită           | 3          |                        |                        |                        |                        |                        |
|  | Alianța pentru Unirea Românilor | 1          |                        |                        |                        |                        |                        |
|  | Partidul Național Liberal       | 1          |                        |                        |                        |                        |                        |
|  | Oprea Zamfirel                  | 1          |                        |                        |                        |                        |                        |

## Istorie
La sfârșitul secolului al XIX-lea, comuna făcea parte din plasa Orașul a județului Râmnicu Sărat și era formată din satele Odobasca, Podu Lacului, Mahriu și Petreanu, cu o populație totală de 1425 de locuitori. În comună funcționau două biserici (una înființată de locuitori în 1860 și alta zidită în 1841 de Panait Costescu) și o școală mixtă cu 65 de elevi. Anuarul Socec din 1925 o consemnează în aceeași componență, cu 1580 de locuitori, în plasa Cotești a aceluiași județ. În 1931, comuna avea în compunere satele Calicu, Odobasca, Mahriu, Petreanu, Podu Lacului și Târâtu.
În 1950, comuna a trecut în administrarea raionului Focșani din regiunea Putna, apoi (după 1952) din regiunea Bârlad și (după 1956) din regiunea Galați. Satul Calicu a primit în 1964 denumirea de Dumbrava, iar în 1968, comuna a trecut la județul Vrancea și a primit denumirea de Poiana Cristei după noua reședință.